# La Prophétie du sorcier
La Prophétie du sorcier (Legend of Earthsea ou Earthsea) est une mini-série fantastique américaine en deux épisodes de 90 minutes, réalisée par Robert Lieberman et produite par RHI Entertainment. Elle est diffusée les 13 et 14 décembre 2004 sur Sci Fi Channel.
En France, elle a été diffusée le 27 décembre 2005 sur M6, puis est sortie en DVD sous forme d'un film de 180 minutes le 11 janvier 2006.
Cette série est l'adaptation du cycle majeur médiéval-fantastique Terremer (Earthsea), écrit par Ursula K. Le Guin.

## Synopsis
Dans un univers imaginaire, des démons maléfiques, les Innommables, envahissent le Royaume de Terremer. La grande prêtresse Thar les enferme dans le Temple d'Atuan et crée un mystérieux médaillon grâce à leurs forces. Quand un éclair foudroyant vient briser l'objet en deux et propager de nouveau le chaos, l'impitoyable Roi Tygath en profite alors pour conquérir Terremer. Le jeune sorcier Ged, doté de puissants pouvoirs, réussira-t-il à le freiner dans sa quête de suprématie ?

## Distribution
- Shawn Ashmore (VF : Patrick Mancini) : Ged
- Kristin Kreuk (VF : Laura Blanc) : Tenar
- Isabella Rossellini (VF : Martine Irzenski) : la Grande Prêtresse Thar
- Danny Glover (VF : Richard Darbois) : Ogion
- Sebastian Roché (VF : Patrick Osmond) : le Roi Tygath
- Chris Gauthier (VF : Alexandre Gillet) : Vetch
- Jennifer Calvert (en) : Kossil
- Mark Hildreth (en) : Jasper
- Alan Scarfe : Archmagus
- Alessandro Juliani (VF : Vincent Ropion) : Skiorch
- John Tench : Général Doar
- Heather Laura Gray : Pénélope
- Erin Karpluk (VF : Julie Turin) : Diana
- Dave Ward (en) : Dunain
- Mark Acheson (en) : Gebbeth
- Betty Phillips : Marion
- Katharine Isabelle : Yarrow (sous le nom Katherine Isabelle)
- Richard Side : le gardien de la porte
- William Samples : Docteur Hand
- Anthony Holland : Maître Namer
- Christopher Britton (en) : Maître Summoner
- Sonya Salomaa : la Chef Prêtresse
- Cedric De Souza : un responsable Kargide
- Alex Diakun : Thorvald
- Stephen Park : Shepherd
- Stephen Dimopoulos : le maître du navire
- R. Nelson Brown : Maître Herbal
- Brad Loree (en) : un Lieutenant Kargide
- Frank C. Turner (en) : un fermier
- Stefan Arngrim : Shire Reeve
- Christopher R. Sumpton : un barman
- Tom Heaton : un pêcheur
- Paul Jamieson : un alcoolique
- Curtis Caravaggio : le Commandant Kargide
- Karen Austin : la femme d'un fermier
- Ellie King : Busty Wench
- Emily Hampshire : Rose
- Amanda Tapping : Lady Elfarren
- Peter Kent : la voix du dragon
- John DeSantis : un soldat Kargide
- Neil Grayston : un étudiant Roke (non crédité)
- Brad Kelly : un garde Kargide (non crédité)
- Michael Roselli : Kargide Birdhandler (non crédité)
- Peter Williams : un soldat Kargide (non crédité)

## Fiche technique
- Réalisation : Robert Lieberman
- Scénario : Gavin Scott (en), d'après Le Sorcier de Terremer et Les Tombeaux d'Atuan d'Ursula K. Le Guin[2]
- Casting : Lynn Kressell et Stuart Aikins, C.S.A.
- Superviseur des effets spéciaux : Lee Wilson et Eric Grenaudier
- Montage : Allan Lee
- Décorateur : Michael Joy
- Directeur de la photographie : Steve Danyluk, C.S.C.
- Producteurs : Matthew O'Connor et Michael O'Connor
- Producteurs exécutifs : Robert Halmi, Sr, Robert Halmi, Jr, Lawrence Bender Kevin Kelly Brown
- Musique : Jeff Rona
- Basé sur une nouvelle de Ursula K. Le Guin
- Dates de premières diffusions :
  -  États-Unis : 13 décembre 2004 et 14 décembre 2004 sur Sci Fi Channel
  -  France : 27 décembre 2005 sur M6

## Tournage
Le Mont Saint-Michel est utilisé pour les plans larges de l'île de Roke, qui abrite l'école des sorciers où Ged étudie dans le premier épisode.
Pour les décors naturels, le film a été tourné en Colombie-Britannique et aux alentours de Vancouver au Canada.

## Accueil
Aux États-Unis, la première partie a été vue par 3,437 millions de téléspectateurs et la deuxième partie par 3,916 millions.
Ursula K. Le Guin, l'autrice des romans ayant inspiré La Prophétie du sorcier est très critique, trouvant la série « très loin de la Terremer que j'ai imaginée ». Elle reproche en particulier l'emploi d'acteurs blancs pour ses personnages à la peau rouge, brune ou noire, accusant la série de whitewashing.